# Jevgenija Sidorova
Jevgenija Nikolajevna Sidorova-Kabina (rusko Евгения Николаевна Сидорова-Кабина), ruska alpska smučarka, * 13. december 1930, Moskva, Sovjetska zveza, † 29. januar 2003, Moskva, Ruska federacija.
Svoj največji uspeh kariere je dosegla na Olimpijskih igrah 1956, ko je osvojila bronasto medaljo v slalomu, tekma je štela tudi za svetovno prvenstvo. Nastopila je tudi na Svetovnem prvenstvu 1950 ter olimpijskih igrah 1960 in 1964, toda višje od 12. mesta se na ostalih tekmah ni več uvrstila. Med letoma 1948 in 1966 je osvojila 24 naslov sovjetske državne prvakinje v alpskem smučanju.